# Sten Hegeler
Sten Hegeler, född 28 april 1923 i Köpenhamn, död 15 augusti 2021, var en dansk psykolog, sexolog och författare. Han var 1954-1983 gift med psykologen och läkaren Inge Hegeler. 

## Biografi
Hegeler är son till författaren och arkitekten Poul Henningsen. Han avlade studentexamen vid Metropolitanskolan 1942 och filosofie kandidatexamen i psykologi vid Köpenhamns universitet 1953. 
År 1948 gav han ut boken Hvordan, mor?, sv. Hur går det till, mamma?, som var en banbrytande bok inom sexualundervisningen av förskolebarn och som översatts till flera språk. Han startade 1950 en egen psykologpraktik.
Hegeler blev känd i Sverige under 1960-talet då han tillsammans med sin fru Inge Hegeler (1927 - 96) svarade för frågespalten Inge & Sten i Expressen. De hade också en populär sexfrågespalt i Ekstra Bladet under 1960- och 1970-talet, liksom i det norska Dagbladet. Paret gav även ut böckerna Kærlighedens ABZ och Spørg Inge og Sten.

## Filmmanus
- 1970 – Mera ur Kärlekens språk
- 1969 – Ur kärlekens språk

## Filmografi
- 1972 – Kärlek - så gör vi. Brev till Inge och Sten
- 1971 – Kärlekens XYZ
- 1970 – Mera ur Kärlekens språk
- 1969 – Ur kärlekens språk